# Le misanthrope
Le misanthrope (O Misantropo, em português) é uma comédia de costumes da autoria do dramaturgo francês Molière, criada em 1666. É uma paródia de um personagem de princípios rígidos que não considera ninguém digno de comparar-se com ele e sua verdadeira natureza.